# 半屏里
半屏里，是台灣南部自清治時期至日治初期的一個行政區劃，其範圍即今高雄市的楠梓區中南部及仁武區西南部。
半屏里西邊及北邊為仁壽下里，東邊為觀音中里、觀音下里，南邊為赤山、興隆內里，西南邊為興隆外里。

## 管轄街庄
半屏里共轄5個庄：
- 今楠梓區境內：後勁庄、右沖庄
- 今仁武區境內：五塊厝庄、八卦藔庄、大灣庄